# Dennis Fernández
Dennis Yuramis Fernández Solórzano (Tinaco, Estado Cojedes, Venezuela, 1 de diciembre de 1969) es una política, profesora y abogada venezolana. Actualmente es diputada a la Asamblea Nacional de Venezuela por Cojedes, de la misma manera, se desempeñó como segunda vicepresidenta del parlamento. Es dirigente del partido Acción Democrática. Fue candidata a la gobernación de su estado.
Es presidenta de la Comisión Permanente de Política Interior de la Asamblea Nacional.

## Biografía
Fernández es abogada, egresada de la Universidad de los Andes (ULA). Entre 2004 y 2008 fue profesora de la Universidad Nacional Experimental de los Llanos Occidentales Ezequiel Zamora.
Desde 1996 hasta 1999 fue Asesora jurídica del Instituto Regional de Vivienda de la Gobernación de Cojedes, durante el mandato de José Alberto Galíndez Cordero, y durante esa época se afilia al partido Acción Democrática (AD).
Fue síndica procuradora municipal del municipio Ricaurte de Cojedes, en la gestión de la alcaldesa Violeta Montoya, también de AD desde 2002 hasta 2004. Fue ratificada en el cargo, durante la alcaldía de Ramón Peralta, del MVR, hasta 2008.
En las elecciones parlamentarias de 2010, se postula a diputada a la Asamblea Nacional, y logra el apoyo de los partidos que integran la Mesa de la Unidad Democrática, siendo elegida por voto lista para el período 2011-2016. Fue reelegida en las elecciones de 2015, para el período 2016-2021, nuevamente por voto lista.
Fue designada como segunda vicepresidenta de la Asamblea Nacional de Venezuela el 5 de enero de 2017, en reemplazo al diputado Simón Calzadilla del MPV y su período finalizó el 5 de enero de 2018, sucedida por Alfonso Marquina.
En las elecciones regionales de 2017, fue precandidata de Acción Democrática a gobernadora de Cojedes, apoyada por Un Nuevo Tiempo, Movimiento al Socialismo (MAS) y Avanzada Progresista, siendo el candidato de Primero Justicia, el exgobernador José Alberto Galíndez, el elegido en las primarias. Fernández no se retiró y en la elección, solo obtuvo 750 votos (0.45%) y la mayoría de votos opositores los obtuvo Galíndez, y resultó elegida Margaud Godoy del PSUV.
El 28 de enero de 2019, es designada como presidenta de la Comisión Permanente de Política Interior de la Asamblea Nacional de Venezuela para el período 2019-2020.